# Kordofanski jezici
Kordofanski jezici, jedna od 3 glavne skupine ili porodice nigersko-kongoanskih jezika koja obuhvaća 24 jezika Kordofanskih crnaca rasprostranjenih poglavito u istočnoafričkoj državai Sudan. Kordofanski jezici dalje se granaju na 4 glavne grane:
A) Heiban jezici (10) Sudan:  
a1) istočni (2): ko, warnang.
a2: zapadni-centralni  (8):
a. centralni (5):
a1. Ebang-Logol jezici (4):
a1 a. Ebang-Laru jezici (2): heiban, laro.
a1 b. Logol jezici (1): logol.
a1 c. Utoro jezici (1): otoro.
a2. Rere (1): koalib.
b. Shirumba jezici (1): shwai.
c. zapadni (2): moro, tira.
B) Katla jezici (2) Sudan: katla, tima.
C) Rashad jezici (3) Sudan: tagoi, tegali, tingal.
D) Talodi jezici (9) Sudan:   
d1. Talodi (9) Sudan: 
a. Jomang jezici (1): talodi.
b. Nding jezici (1): nding.
c. Ngile-Dengebu jezici (2): dagik, ngile.
d. Tocho jezici (4): acheron, lumun, tocho, torona.
d2. Tegem jezici (1) Sudan: lafofa.

## Vanjske poveznice
- Ethnologue (14th)
- Ethnologue (15th)